# Wilhelm Lindblom
Anders Wilhelm Lindblom, född 24 maj 1837 i Helgarö socken, död 11 maj 1905 i Stockholm, var en svensk frikyrkoledare.

## Biografi
Wilhelm Lindblom son till jordbruksarbetaren Anders Lindblom. Han växte upp i en väckelseinfluerad miljö och utbildade sig först till skräddare men lämnade skräddaryrket då han 1857 anslöt sig till Svenska baptistsamfundet. 1858–1870 verkade han som predikant inom olika församlingar ute i landet, bland annat i Strängnäs, Örebro, Sundsvall, Göteborg och Eskilstuna, och fick då uppleva frikyrkorörelsens genombrott efter konventikelplakatets upphävande. 1870 kallades Lindblom till föreståndare för Stockholms 1:a baptistförsamling, där han gjorde banbrytande insatser. Han verkade främst som predikant men utövade även stort inflytande inom ledningen och den yttre missionen, bland annat som sekreterare i Stockholms missionsförening 1872–1905 och i Baptistsamfundets kommitté för den yttre missionen 1890–1905. Lindblom företog 1893 en predikoresa till USA och besökte även som missionär Storbritannien, Finland och Ryssland.